# Ārtūn
Ārtūn (persiska: آرتون) är en ort i Iran.   Den ligger i provinsen Alborz, i den norra delen av landet, 90 km nordväst om huvudstaden Teheran. Ārtūn ligger 2 249 meter över havet och antalet invånare är 358.
Terrängen runt Ārtūn är kuperad åt sydväst, men åt nordost är den bergig. Terrängen runt Ārtūn sluttar söderut.Runt Ārtūn är det ganska tätbefolkat, med 86 invånare per kvadratkilometer. Närmaste större samhälle är Kalīnak, 5,4 km söder om Ārtūn. Trakten runt Ārtūn består i huvudsak av gräsmarker.